# نعوم (لحج)
نعوم هي إحدى قرى الجمهورية اليمنية. تتبع جغرافيا لمحافظة لحج و إداريًا لمديرية يهر. يبلغ تعداد سكانها 979 نسمة حسب الإحصاء الذي أجري عام 2004.